# Apolochus neapolitanus
Apolochus neapolitanus is een kleine vlokreeftensoort uit de familie van de Amphilochidae. De wetenschappelijke naam van de soort is voor het eerst geldig gepubliceerd in 1893 door Della Valle.